# Patera (embarcation)
Pour les articles homonymes, voir Patera.
 (mars 2022).
Si vous disposez d'ouvrages ou d'articles de référence ou si vous connaissez des sites web de qualité traitant du thème abordé ici, merci de compléter l'article en donnant les références utiles à sa vérifiabilité et en les liant à la section « Notes et références ».

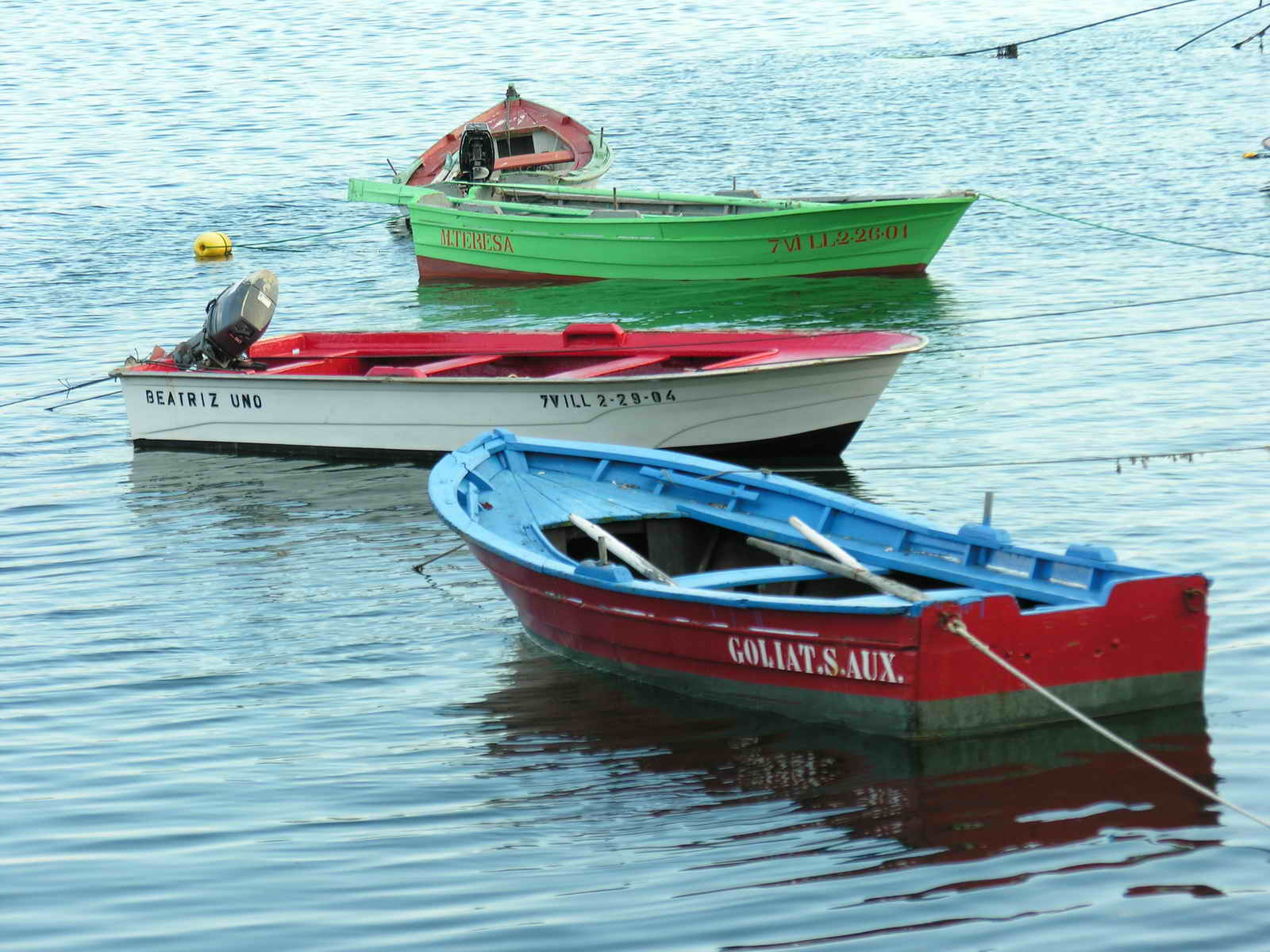
Patera petite embarcation espagnole a fond plats.

La patera est à la base une embarcation espagnole à fond plat.
Mais ce terme concerne aujourd'hui tout type de bateau utilisé par des groupes d'immigrants clandestins.
Ces bateaux de fortune servent à traverser le détroit de Gibraltar, la mer Méditerranée ou l'océan Atlantique pour arriver en Andalousie, en Murcie ou encore aux îles Canaries.
Le mot est entré en 2001 dans le Dictionnaire de la langue espagnole.

## Liens
- Notice dans un dictionnaire ou une encyclopédie généraliste :   - Gran Enciclopèdia Catalana